# Bil Herd
Bil Herd, američki dizajner računala i programer. Poznak kao glavni dizajner 8-bitnih računala Commodore: Commodore Plus/4, Commodore C16/116, Commodore C264, Commodore C364 i Commodore 128. Nakon što je napustion Commodore, svoj rad je usredočio na razvijanje računalskih sistema za računalni vid i ko-autor je mnogih patenata u ovom polju. Herd je dizajnirao i patentirao ultrasonički senzor 1986., koji se sada široko primjenjuju u današnjim automobilima.